# Vùng đất Nam bộ
Vùng đất Nam bộ là một bộ sách nghiên cứu văn hóa lịch sử vùng Nam bộ do tập thể những nhà nghiên cứu văn hóa, dẫn đầu là giáo sư Phan Huy Lê, thực hiện từ năm 2008. Bộ sách gồm 12 cuốn, trong đó 2 tập tổng quan là Vùng đất Nam Bộ - Quá trình hình thành và phát triển được trao giải A giải thưởng sách quốc gia năm 2019.

## Giới thiệu
Bộ sách Vùng đất Nam bộ là kết quả của chương trình nghiên cứu tổng thể về vùng đất Nam Bộ dưới dạng một đề án khoa học cấp nhà nước được Bộ Khoa học - Công nghệ thực hiện từ năm 2008. Đề án được giao cho Giáo sư Phan Huy Lê làm chủ nhiệm, có sự tham gia của hơn 100 nhà nghiên cứu văn hóa.
Giáo sư Phan Huy Lê chủ biên 2 tập tổng quan mang tên Vùng đất Nam Bộ - Quá trình hình thành và phát triển. Hai cuốn sách này được trao giải thưởng khoa học Trần Văn Giàu năm 2017, sau đó là giải A giải thưởng sách quốc gia năm 2019.

## Các tập
Bộ sách Vùng đất Nam bộ gồm 2 tập tổng quan và 10 tập chuyên sâu, bao gồm:
- 2 tập tổng quan: Vùng đất Nam Bộ - Quá trình hình thành và phát triển do GS Phan Huy Lê chủ biên

- Tập 1: Vùng đất Nam Bộ - Điều kiện tự nhiên, môi trường sinh thái, TS. Trương Thị Kim Chuyên chủ biên

- Tập 2: Vùng đất Nam Bộ - Từ cội nguồn đến thế kỷ 7, GS. TSKH. Vũ Minh Giang chủ biên

- Tập 3: Vùng đất Nam Bộ - Từ thế kỷ 7 đến thế kỷ 16, GS.TS Nguyễn Văn Kim chủ biên

- Tập 4: Vùng đất Nam Bộ - Từ đầu thế kỷ 17 đến giữa thế kỷ 19 do GS.TS. Nguyễn Quang Ngọc chủ biên

- Tập 5: Vùng đất Nam Bộ - Từ năm 1859 đến năm 1945, PGS.TS Đoàn Minh Huấn - PGS.TS Nguyễn Ngọc Hà đồng chủ biên

- Tập 6: Vùng đất Nam Bộ - Từ năm 1945 đến năm 2010, PGS.TS Trần Đức Cường chủ biên

- Tập 7: Vùng đất Nam Bộ - Đặc trưng tín ngưỡng, tôn giáo và sinh hoạt văn hóa, GS.TS Ngô Văn Lệ chủ biên

- Tập 8: Vùng đất Nam Bộ - Thiết chế quản lý xã hội, PGS.TS Vũ Văn Quân chủ biên

- Tập 9: Vùng đất Nam Bộ - Tộc người và quan hệ tộc người, TS Võ Công Nguyện chủ biên

- Tập 10: Vùng đất Nam Bộ - Tiến trình hội nhập khu vực và thế giới, PGS.TS Võ Văn Sen chủ biên